# Šifrovací hra
Šifrovací hra (též šifrovačka, šifrárna) je hra či soutěž, jejíž základní částí je luštění šifer. Na každém stanovišti získá tým zadání jedné či více šifer, jejichž vyluštěním zpravidla získá informace o poloze dalšího stanoviště či stanovišť. Přesná podoba a systém se u konkrétních šifrovacích her liší – umístěním hry (ve městě, v terénu, existují i ryze internetové šifrovací hry), dobou hry (trvání běžné šifrovací hry se pohybuje v řádech jednotek až desítek hodin; některé hry se konají ve dne, jiné přes noc), organizací postupu hrou (lineární – šifry se luští postupně v předem určeném pořadí, bez vyluštění šifry nelze pokračovat na další stanoviště; nelineární – existují různé možnosti procházení, někdy je třeba vyluštit všechny šifry, jindy stačí jen nějaká část) a samozřejmě také zaměřením a náročností. V současnosti je v České republice několik tisíc pravidelných účastníků šifrovacích her.

## Historie
První velkou šifrovací hrou pro veřejnost v Česku je brněnská TMOU, která se poprvé konala v listopadu 2000, kdy se jí účastnilo 50 týmů (asi 180 účastníků). Zřejmě se však nejedná o zcela první českou šifrovací hru – samotná TMOU se hlásí k inspiraci šifrovací hrou Open Blood, určenou však pro uzavřenou společnost. TMOU se postupně inspirovalo několik dalších her, např. pražská Bedna či zlínský Osud.

## Příklady šifrovacích her

### Česko
- TMOU (Brno) – noční, lineární hra, poprvé 2000
- Bedna (Praha) – noční, lineární hra, poprvé 2002
- Sendvič – internetová šifrovací hra, poprvé 2004
- Dnem (Brno) – denní šifrovací hra pro hráče od 10 let, poprvé 2002
- Krtčí norou (Brno) – denní šifrovací hra, poprvé 2004
- OSUD (Zlín) – noční šifrovací hra, poprvé 2004
- Matrix (Praha) – šifrovací a orientační hra, poprvé 2005
- Svíčky (Českomoravská vrchovina) – šifrovací hra, poprvé 2004
- Hradecká Sova (Hradec Králové) – šifrovací hra pro začátečníky a středně pokročilé týmy, poprvé 2005
- Noc Tapürů (Praha) – noční, lineární hra, poprvé 2007
- Po škole (Praha) – noční, lineární hra, poprvé 2009
- NaPALMně (Brno) – noční, lineární hra, poprvé 2010
- Budějovické želvování (České Budějovice) – denní šifrovací hra pro začátečníky a mírně pokročilé týmy, poprvé 2011
- I.Quest (každý ročník v jiné lokalitě) – poprvé 2013, automobilová hra s webovým rozhraním

### Svět
- MIT Mystery Hunt – MIT, poprvé v roce 1980
- Microsoft Puzzle Hunt – Microsoft, poprvé 1999
- Melbourne University Puzzle Hunt – Melbournská univerzita
- Brieždenie – Bratislava
- Nachtschicht – Dortmund (Německo), inspirováno Bednou
- Quest – Švédsko, inspirováno TMOU